# 귀의
귀의(歸依)는 불(佛, Buddha) · 법(法, Dharma) · 승(僧, Saṃgha)의 3보(三寶)에 귀투(歸投)하여 믿음에 몸을 맡기고 신앙함을 말한다. 이를 삼귀의(三歸依)라고 하며, 불교신앙의 전부를 나타낸다. 그리고 귀명(歸命)은 범어 나마스의 역어로, 그 음을 따서 나무(南無)라 하는데, 이는 귀의한 마음을 말로 나타낸 것이다.
3보(三寶)에 대해서 귀의하는 맹서의 말은 일반적으로 삼귀의문(三歸依文)이라고 불리는데, "나무귀의불(南無歸依佛), 나무귀의법(南無歸依法), 나무귀의승(南無歸依僧)"이라는 문구이다. 불교도로서의 계(戒)를 받을 때에 맹세의 말로 세 번 되풀이해서 왼다. 즉 이 맹세로 불교도가 되는 일이 결정된다.
무엇 때문에 3보에 귀의하는가 하는 이유에 관해서는 다음과 같이 설명되어 있다:
- 귀의불무상존(歸依佛無上尊): 부처는 최상무상(最上無上)의 인격 완성자이기 때문에 귀의한다.
- 귀의법이욕존(歸依法離欲尊): 불법은 탐욕을 떠나게 하는 존귀한 가르침이기 때문에 귀의한다.
- 귀의승화합존(歸依僧和合尊): 불교 교단은 평등화합의 이상사회이기 때문에 귀의한다

## 참고 문헌
- 이 문서에는 다음커뮤니케이션(현 카카오)에서 GFDL 또는 CC-SA 라이선스로 배포한 글로벌 세계대백과사전의 내용을 기초로 작성된 글이 포함되어 있습니다.